# Le Guerchin
Pour les articles homonymes, voir Barbieri.
Giovanni Francesco Barbieri, dit Guercino ou le Guerchin, né à Cento le 8 février 1591 et mort à Bologne le 22 décembre 1666, est un peintre et dessinateur italien baroque de l'école de Ferrare, actif à Rome et Bologne.
Il est l'oncle de Benedetto Gennari le Jeune, lui-même petit-fils de Benedetto Gennari dit Seniore.

## Biographie

### Jeunesse et formation

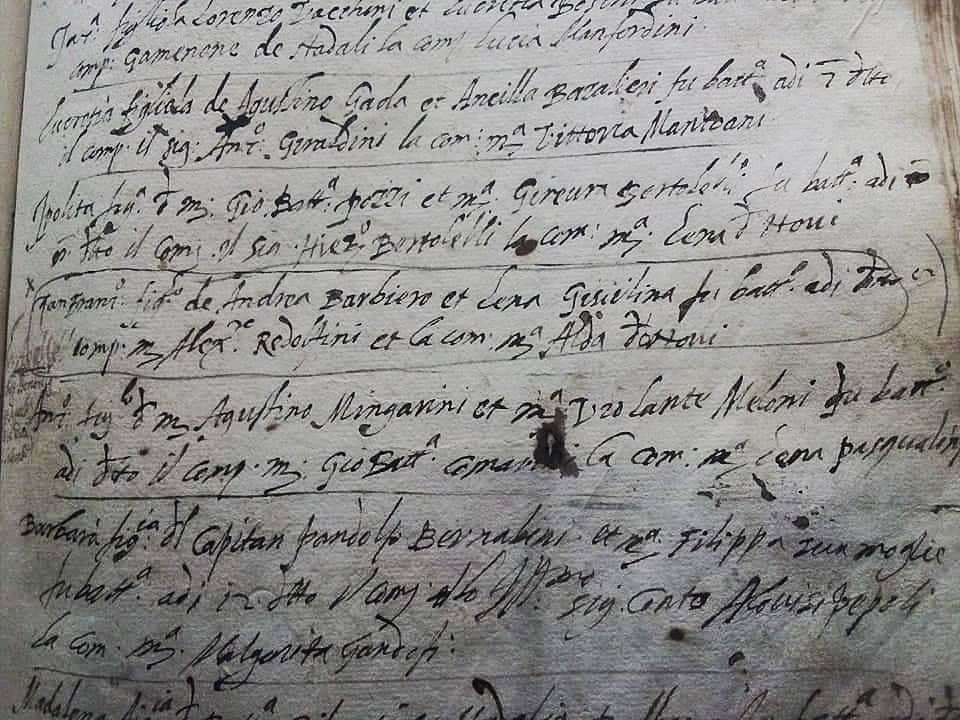
Acte de baptême.

Giovanni Francesco est né à Cento, une ville appartenant alors au duché de Ferrare, dans une famille noble mais de condition modeste qui vivait à loyer « dans une petite maison à l'extérieur de Cento, non loin de la Porta della Chiusa ». On a longtemps dit qu'il était né le 2 février 1590, jusqu'à ce que le peintre et homme de lettres Jacopo Alessandro Calvi découvre, dans la collégiale San Biagio, à Cento, l'acte de baptême dressé le 8 février 1591 :  « Zan . Franc. Fig. De Andrea Barbiero et Lena Ghisellina ont été baptisés. dire 8. Comp. M. Alex. Redolfini et la Com. Alda Dottoni ». Il est probable que sa date de naissance soit précisément le 8 février, puisque l'indication de l'année était un oubli anodin.
Le surnom de Guerchin a dû lui être donné très tôt, si ce que nous raconte le biographe s'avère, puisqu'il reprend la tradition voulant que « étant encore en langes, il arriva qu'un jour, alors qu'il dormait [...] il y avait quelqu'un près de lui qui a soudainement poussé un cri si immodéré et étrange que l'enfant, réveillé plein de frayeur, s'est mis à écarquiller les yeux [...] de telle manière, que la pupille de son œil droit était bouleversée et figée pour toujours dans le coin ». Son strabisme n'a certainement pas été causé par ce prétendu épisode, mais ce défaut de vision a peut-être influencé son rendu pictural des formes dans l'espace.
À six ans, il manifeste un penchant particulier pour le dessin et à huit ans, « sans avoir eu de maître, et uniquement sur la base d'une image imprimée, il peint une « Madonna di Reggio » sur la façade de la maison où il habite » qui a été visible jusqu'à ce que, deux siècles plus tard, la maison soit démolie. Suivant les penchants de son fils, son père l'envoie étudier, vers 1600, dans la ville voisine de Bastiglia, chez un modeste artiste, nommé Bartolomeo Bertozzi qui « peignait à la gouache », dans la maison duquel il s'installe quelques mois, ne pouvant y apprendre, commentent les biographes, que la connaissance et le mélange des couleurs.
Autodidacte, Giovanni Francesco Barbieri se perfectionne en dessin soit au travers d'œuvres conservées à Cento, soit par l'intermédiaire de Bononi et de Scarsellino qui réalisèrent des retables dans la région. Estimant que son fils montrait un talent qu'il fallait néanmoins éduquer et affermir, son père le confie en 1607 à un « peintre passable » de Cento, Benedetto Gennari père (1608-1610), peintre de l'école de peinture de Bologne, qui le garde auprès de lui, lui donnant aussi « annuellement certaine petite monnaie en cadeau », puis le confie, vers 1609, pour une meilleure éducation à Bologne, d'abord « à la douzaine pour un sac de blé et un castellat de vin, en la maison de Paolo Zagnoni, peintre de peu d'élévation », puis à Giovanni Battista Cremonini.
Le séjour à Bologne fut d'autant plus fructueux qu'il permit au jeune apprenti d'étudier les précieux ouvrages qui y étaient conservés et, parmi les plus modernes, ceux des Carracci. Par l'entremise de Cremonini il entre en contact avec le milieu artistique des Carrache. Attiré par le style de Lodovico Carracci, il développe son usage de la lumière. Un autre biographe de l'époque, Scannelli, déclare également que Guerchin s'est présenté à Ludovico en lui montrant ses dessins et a reçu des mots d'encouragement de sa part. Il est cependant à exclure qu'il ait rencontré Annibale Carracci et Agostino Carracci, qui s'étaient déjà depuis longtemps installés à Rome.

### «Première période»

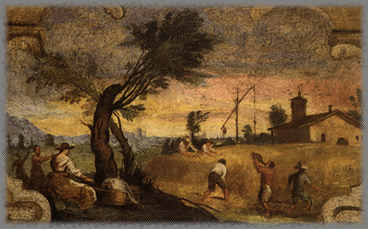
La Moisson, vers 1617.

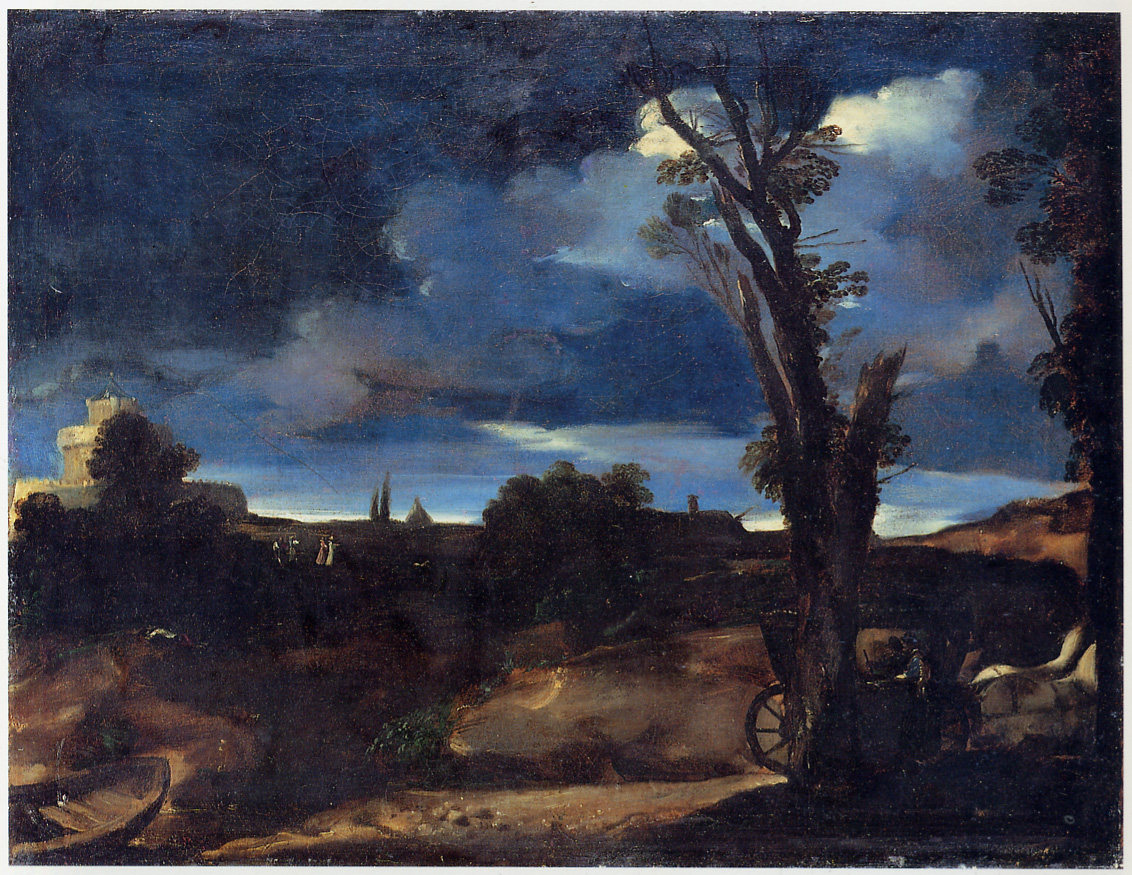
Paysage au clair de lune, 1616.

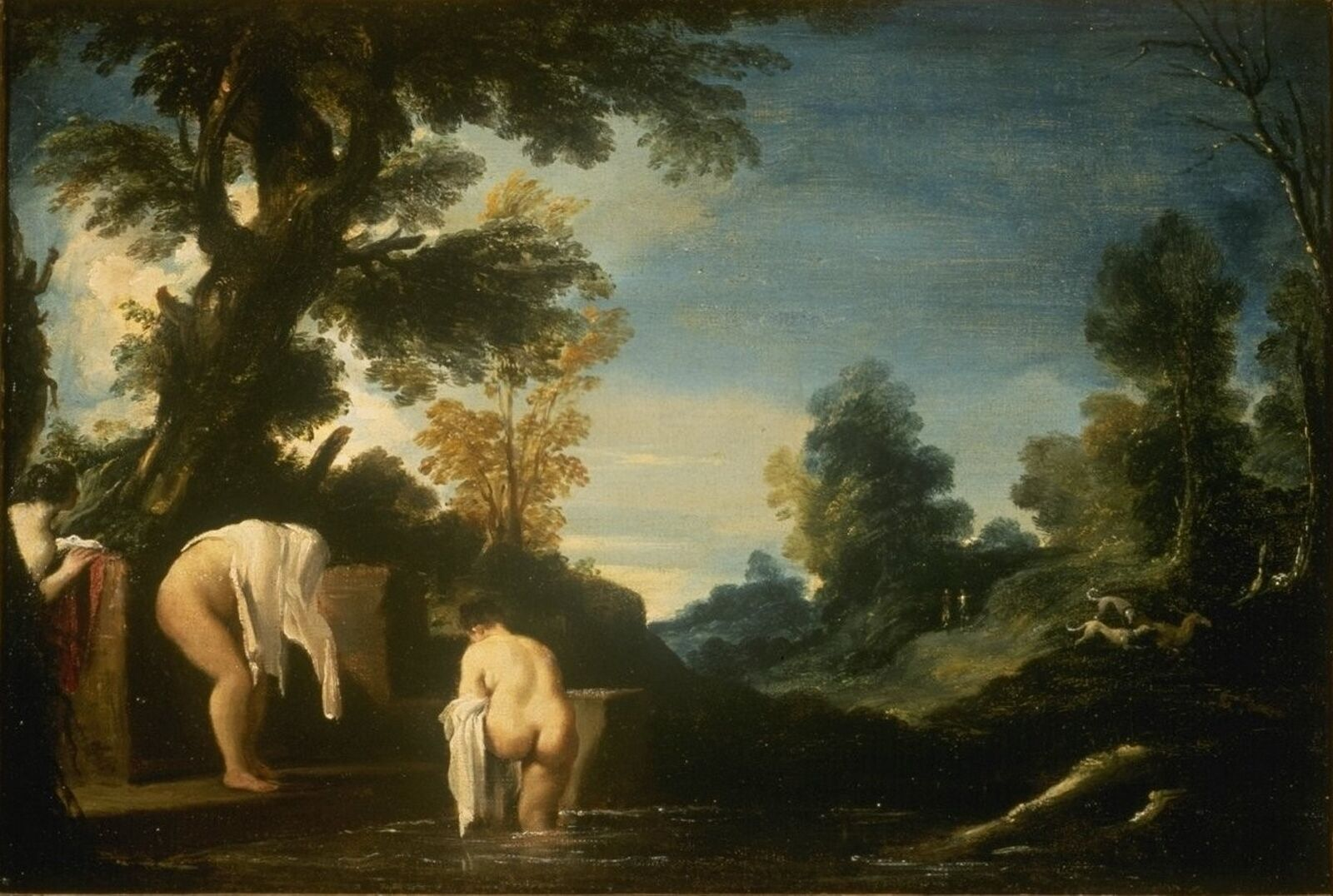
Paysage aux baigneuses, vers 1618.

Les œuvres de la « première période » (1615-1620) et plus spécialement celles postérieures à son séjour vénitien (Suzanne, au Musée du Prado, Saint Guillaume d'Aquitaine, à la pinacothèque de Bologne) ont une couleur chaude et intense, des effets de lumière et d'ombre, et représentent peut-être la meilleure partie de son œuvre.
Calvi notait déjà l'éloignement du très jeune peintre du « style ancien », c'est-à-dire de la peinture maniériste de Camillo Procaccini, Prospero Fontana et Orazio Sammachini. Luigi Lanzi voit la manière juvénile de Guerchin comme « pleine d'ombres très fortes avec des lumières très vives, moins étudiées dans les visages et dans les extrémités, de chair qui devient jaunâtre, et dans tout le reste de couleur moins vague ; une manière qui ressemble vaguement au Caravage ».
Les biographes rapprochent à juste titre le Caravage, de plus ou moins près, au Guerchin pour sa référence à la vérité, mais sans l'associer à l'utilisation des contrastes de lumière, qui chez Caravage sont un moyen de mettre en évidence la plasticité de la forme, alors que chez Le Guerchin la recherche de la luminosité est une fin en soi, visant à obtenir des effets purement lumineux. La grande tache, le clair-obscur, « proteste contre cette intention antiplastique au profit d'une découverte de l'exaltation coloristique qui, par rapport aux intentions caravagesques, ne pouvait être plus antithétique » : le luminisme de Guerchin « ne vise jamais la révélation d'une réalité qui dans Merisi (Ndla : le Caravage) prend les intonations les plus crues et les plus dramatiques ».
En 1612, le futur abbé du monastère local du Saint-Esprit, le chanoine Antonio Mirandola, amateur d'art, vient de Bologne à Cento ; il soutient le jeune peintre en lui faisant découvrir les dessins au fusain du peintre Pietro Faccini (1562-1602), élève des Carracci, qu'il gardera à l'esprit dans ses projets, et surtout en lui fournissant ses premières commandes : c'est ainsi que Guerchin peint (vers 1612) les Deux Anges au linceul et le Saint Charles Borromée de l'église Santa Maria Addolorata, les fresques du Père Éternel et de L'Annonciation pour celle du Saint-Esprit (1613), les trois retables de l'église paroissiale de Renazzo di Cento (1614-1616), dont la Vierge avec saint Pancras et une sainte religieuse (peut-être sainte Claire), la Vierge en majesté avec les saints François, Antoine abbé et Bovo et Le Miracle de saint Charles Borromée. De ces derniers, Scannelli et Calvi notent à juste titre « avec quelle étude notre Giovan Francesco a suivi les traces de Lodovico Carracci ». Et il est également noté comment l'éclairage artificiel et l'atmosphère familière du tableau ont été influencés par un retable de Lavinia Fontana de 1590, la Nativité de la Vierge, exposé dans l'église bolonaise San Biagio, et que Guerchin a donc pu bien connaître.
Dans le clair-obscur de la maison provençale (1614) « on voit de plus en plus combien Barbieri avait étudié auparavant les œuvres dudit Lodovico, car ces termes sont faits à l'imitation de ceux célèbres par Carracci dans la maison Favi à Bologne », mais les paysages de la maison Pannini (1615-1617) méritent une analyse distincte, Le Guerchin trouvant une voix tout à fait personnelle : sans référence aux écoles, exempt de conditionnement académique, sa liberté de représentation l'amène à manifester son amour de la nature et de la vie des champs, le plaisir d'observer des scènes quotidiennes avec fraîcheur et sobriété, comme le montrent La moisson, Une route de Cento, Garçons jouant devant l'église San Biagio à Cento, La rozza, le Paysage au lin au soleil, un goût que l'on retrouve aussi, plus construit, dans les toiles du « merveilleux » Paysage au clair de lune avec une calèche (à Stockholm) ou de l'« exquis » Paysage aux baigneuses (à Rotterdam). Que le résultat lui soit facile est également attesté par Passeri, qui écrit que dans les représentations paysagères « la campagne contiguë et les sites rustiques de sa terre natale, où il vécut longtemps, lui furent d'un grand profit ».
Il peint quatre Évangélistes pour le chanoine Mirandola en 1615 (pinacothèque de Dresde), dont trois, amenés par Mirandola à Bologne, sont remarqués par l'archevêque Alessandro Ludovisi qui, quelques années plus tard, le 9 février 1621, sera élu pape sous le nom de Grégoire XV. Celui-ci veut connaître l'auteur et les achète, sur les conseils de Ludovico Carracci, pour la juste somme de vingt-cinq écus chacun. Ludovico Carracci ne se limite pas à cela : le 25 octobre 1617, le peintre écrit à Don Ferrante Carli de Parme louant Guerchin comme « un grand dessinateur et un coloriste très heureux : c'est un monstre de la nature et un miracle pour étonner ceux qui voient ses œuvres. Je ne dis rien : et ça fait que les premiers peintres restent bêtes ».
En 1616, à Ferrare, il a, à travers Scarsellino, un premier contact avec la peinture vénitienne.

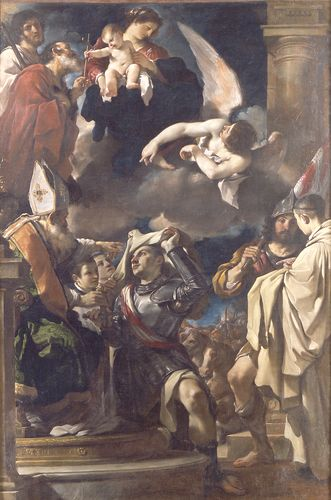
La Prise d'habit de saint Guillaume.

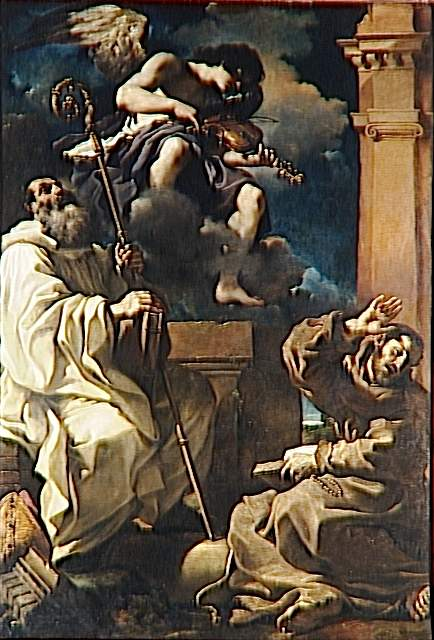
Saint François en extase et saint Benoit avec un ange musicien.

Guerchin a alors une réputation de « Maître » et prend l'initiative, en 1617, de fonder une école de peinture à Cento : son ami Bartolomeo Fabbri lui donne deux pièces où viennent « de Bologne, Ferrare, Modène, Rimini, de Reggio et depuis la France, beaucoup [...]  vingt-trois jeunes qu'il avait sur ce principe, personne ne pouvait dire qu'il était moins aimé que les autres [...] et ses hôtes très familiers à Cento étaient les marquis Enzio et Cornelio Bentivoglio ». C'est son Académie du nu, célèbre à l'époque où il habite à Cento, où Le Guerchin dessine généralement le nu au charbon.
En 1618, Le Guerchin accompagne à Venise, sur la suggestion de Mirandola, et muni d'une collection de ses dessins, un chanoine de Cento, un certain Pietro Martire Pederzani, qui les montre au célèbre artiste Palma le Jeune, afin qu'il puisse donner un avis sur les possibilités de ce jeune peintre désireux de se perfectionner dans son art : on dit que le peintre vénitien exprima son admiration en disant que « ce débutant en sait beaucoup plus que moi », puis l'accompagne dans Venise lui montrant les peintures des meilleurs artistes et des grands maîtres vénitiens du XVIIe siècle.
La connaissance de la dernière peinture vénitienne, de Titien et Jacopo Bassano en particulier, le confirme dans sa vocation à la sensibilité chromatique, qu'il met en œuvre dès 1620 dans La Prise d'habit de saint Guillaume, peinte pour l'église bolonaise San Gregorio et maintenant à la Pinacothèque de Bologne, où « tout a un caractère grand et magistral, les couleurs ne peuvent être mieux réparties et ce qu'on appelle le goût de la tache porté au plus haut degré ; les lumières brillent au milieu de cette fraîcheur d'empâtement et quelques volets principaux bien placés ajoutent au tableau une force et un relief envoûtants ». Marangoni le considère comme son chef-d'œuvre pour « son atmosphère chaleureuse comme dispersée dans une poussière dorée et lumineuse qui baigne et submerge les choses, rendant aérées les ombres les plus denses avec un résultat plus unique que rare et qui nous montre Guerchin comme l'un des plus grands et des plus originaux maîtres du renouveau luministique ».
La caractéristique de cette œuvre et des suivantes est la construction de la composition dont les lignes vitales forment un losange dans lequel le noyau de la représentation est enfermé. Dans Saint Guillaume, les sommets du losange sont placés dans les têtes de la Vierge, de l'évêque, du moine et dans le genou du saint, un choix qui donne de la vivacité à la composition, contrastant avec la « ferme froideur du rectangle de la toile ».
Ainsi en est-il également dans le Saint François en extase avec saint Benoît et un ange, peint pour l'église San Pietro de Cento et maintenant au Musée du Louvre, où le mouvement en spirale du corps de François s'ajoute également à la composition rhomboïdale, « comme celle d'un serpent fasciné » par la musique de l'ange enchanteur. Ce « tableau exceptionnel », maintes fois reproduit par Le Guerchin, fut très admiré au XVIIIe siècle : Giuseppe Maria Crespi l'inclut dans le fond de son Autoportrait, conservé au Wadsworth Museum de Hartford (Connecticut).

### Rome (1621-1623)

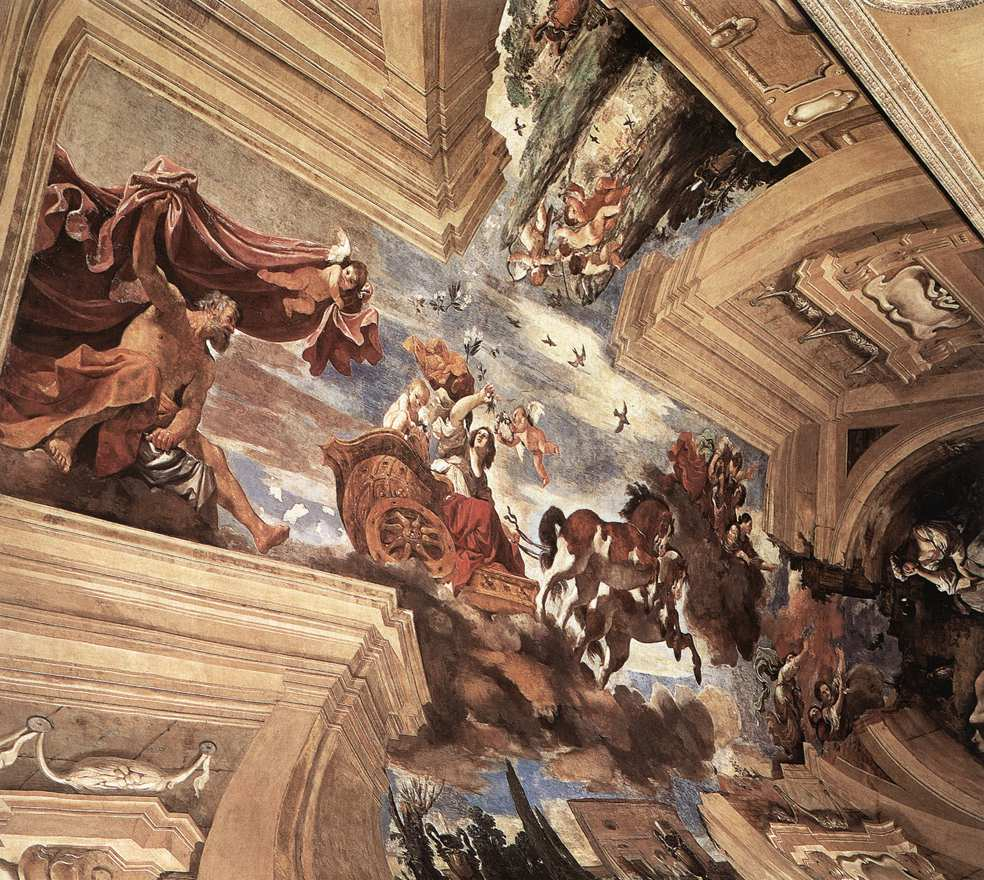
L'Aurore, fresque, 1621, Rome, villa Ludovisi.

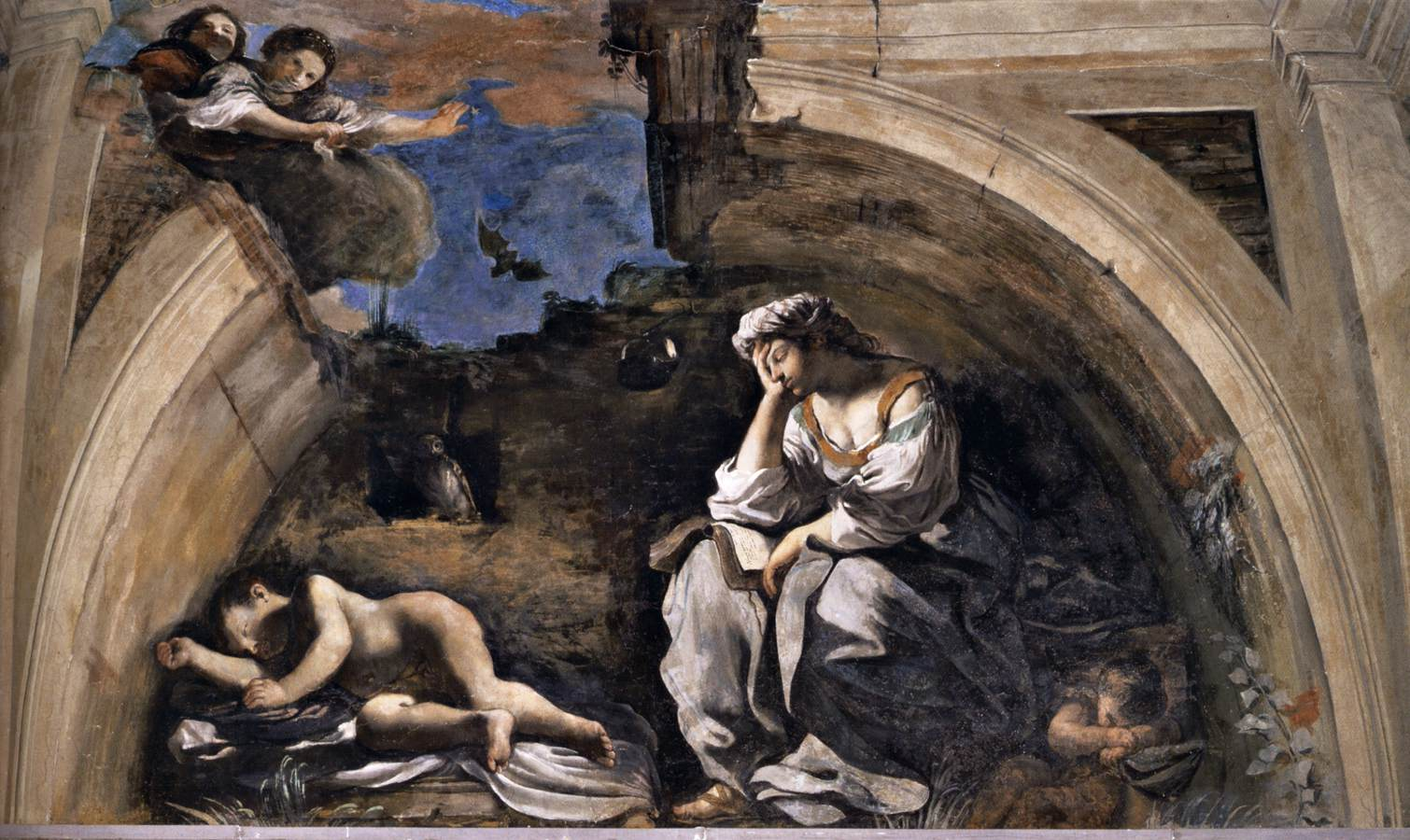
La Nuit, 1621, villa Ludovisi.

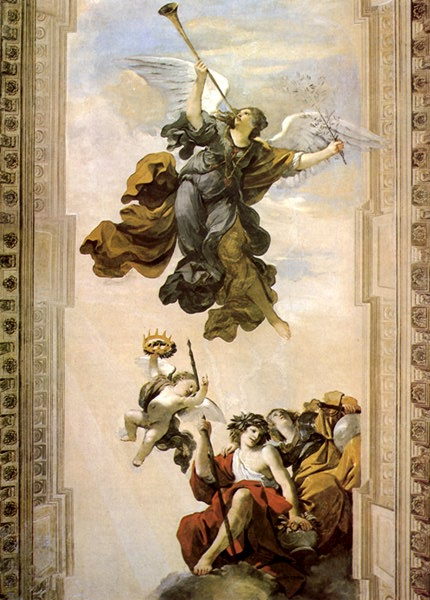
La Fama (1621), villa Ludovisi.

Le pape Grégoire XV qui était son protecteur à Bologne, l'appelle à Rome en 1621 avec l'intention de lui confier des commandes de grand prestige, comme la décoration de la Loggia delle Benedizioni dans la basilique Saint-Pierre, jamais réalisée en raison du décès du pape. Le Guerchin part donc pour Rome le 12 mai 1621, accompagné de son fidèle illustrateur et concitoyen Giovanni Battista Pasqualini. Il y peint, entre autres, la Marie-Madeleine de la pinacothèque du Vatican et L'Enterrement de sainte Pétronille de la pinacothèque capitoline.
Le neveu du pape, le cardinal Ludovico Ludovisi, lui confie la décoration du Casino Del Monte, une villa qui vient d'être achetée, ainsi que le grand vignoble qui l'entoure, par le cardinal Francesco Maria del Monte, qui prendra le nom de Villa Ludovisi.
Avec l'aide d'Agostino Tassi qui peint à fresque les quadratures architecturales, Guerchin peint l'Aurore sur la voûte de la salle centrale au rez-de-chaussée de la villa, représentée comme une jeune déesse sur un char tiré par deux chevaux, devant lesquels fuit le Nuit tandis qu'un génie volant couronne Aurore de fleurs et un autre, sur le char, éparpille des fleurs tout autour ; le vieux mari Tithon est d'un côté, sur le lit ; au-dessus, trois jeunes femmes figurent autant d'étoiles, dont l'une verse la rosée d'une urne.
L'examen iconographique de la peinture révélerait l'intention non pas tant de représenter simplement l'aube d'un nouveau jour, mais l'aube d'une nouvelle ère de gloire pour la famille Ludovisi, une intention réaffirmée également dans la fresque de La Fama, qui orne la voûte de la salle à l'étage supérieur de la villa.
L'œuvre serait également un défi des Ludovisi adressé à la puissante famille Borghese qui, quelques années plus tôt, a commandé le même thème à Guido Reni pour la fresque de leur villa (aujourd'hui palais Pallavicini Rospigliosi) : « Guercino a fait connaître son individualité et son ingéniosité en évitant la répétition de la composition et du style de Guido. En contraste frappant avec le doux classicisme de Reni et ses couleurs délicates, Guercino traite le thème de manière rurale, pleine de paysages et d'animaux peints dans des tons riches et nuancés ».
Tandis que Reni évolue dans le sillage de la tradition du classicisme romain, son inspiration étant contrôlée et suspecte de nouveautés formelles, Le Guerchin allie sa fraîcheur créative native et spontanée, comme le putto accroupi sur la charrette et les autres jouant au sommet des cyprès, reprenant les solutions perspectives de Paul Véronèse observées à Venise dont les plans architecturaux fortement raccourcis connaîtront un grand succès pendant plus d'un siècle, sans renoncer à l'effusion poétique de la méditation lyrique dans la lunette de la Nuit .

### «Deuxième période»

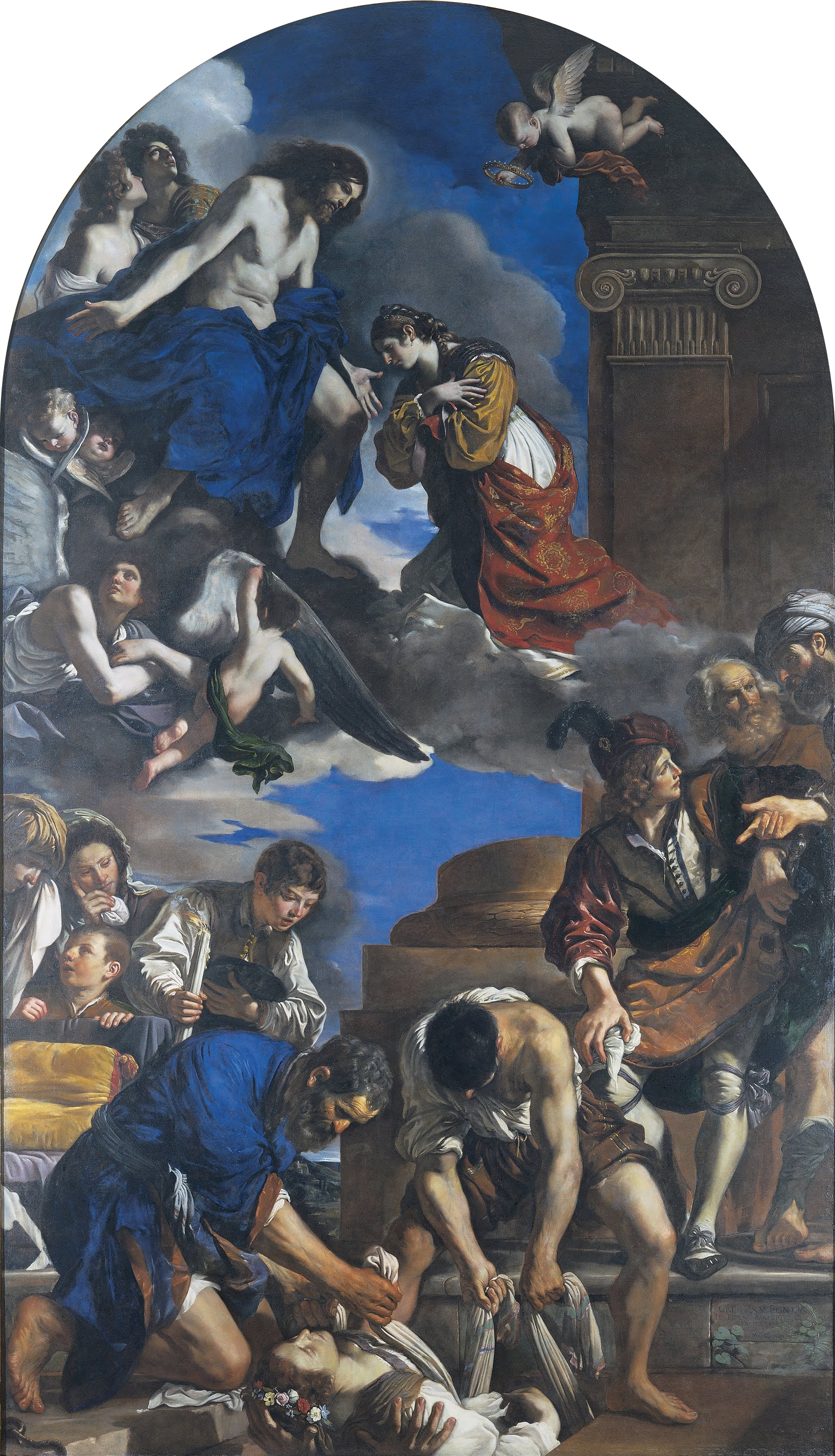
L'Enterrement de sainte Pétronille, 1623.

Considéré par ses contemporains et les commentateurs ultérieurs jusqu'au début du XXe siècle comme la plus grande réalisation de l'art du Guerchin, l'immense retable de l'Enterrement de sainte Pétronille - le tableau de la mythique fille de saint Pierre mesure plus de sept mètres sur quatre - a été commandé pour un autel dans la basilique Saint-Pierre, d'où il a été retiré en 1730 pour être remplacé par une copie en mosaïque de Pietro Paolo Cristofari, et est actuellement exposé à la Pinacothèque du Capitole.
Actuellement ce qui semblaient être les meilleures qualités de l'œuvre font aujourd'hui l'objet de critiques : les valeurs académiques d'exactitude et de précision sont perçues comme une expression d'un manque de sincérité et d'originalité. Le Guerchin conserve sa composition en losange caractéristique « mais la connexion de l'image est déjà plus lâche, plus surchargée, moins nécessaire que dans les toiles précédentes, la partie lumineuse a perdu la transparence de Saint Guillaume ou le sens du « noir et blanc » d'Aurore pour peser bas dans la nuance ; tout s'est détérioré, de l'architecture aux ailes des anges, jusqu'à la palette qui n'est plus tonale mais chromatique, avec ses richesses voyantes. Ici Le Guerchin a perdu son bon goût mesuré [. . . ] ».
Il réalise peu d'autres peintures à Rome : une grande toile au plafond de la basilique San Crisogono in Trastevere commandée par le cardinal Scipione Caffarelli-Borghese (maintenant à Londres) et la Madeleine qui se trouvait dans l'église disparue de Santa Maria Maddalena delle Convertite, au Corso (maintenant dans les musées du Vatican). De cette dernière, il y a une belle peinture inédite à Bologne dans une collection privée, probablement préparatoire selon Andrea Emiliani et Sir Denis Mahon et d'autres copies dans les Marches. Avec la mort, le 8 juillet 1623, du pape Grégoire XV, dont le portrait du Guerchin est conservé, la possibilité de réaliser la grande décoration prévue à Saint-Pierre, pour laquelle 22 000 écus avaient été promis au peintre n'est plus envisageable ; à la fin du mois, Le Guerchin reprend le chemin de Cento.

### Retour à Cento

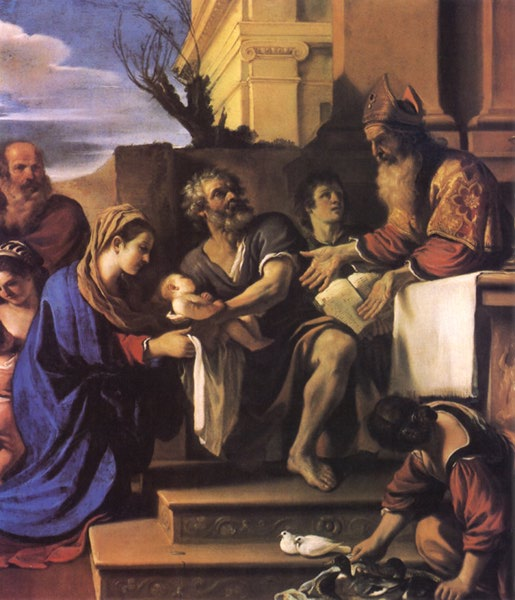
Présentation de Jésus au Temple, 1625.

Sa renommée atteint l'Angleterre, où on aimerait l'accueillir « avec l'offre d'une généreuse pension annuelle et lui payer les travaux au prix qu'il voulait », mais Le Guerchin n'est pas une personne à « se résoudre à abandonner la patrie et la famille et, de la meilleure des manières, a décroché son engagement ». Il envoie  à Londres Sémiramis à sa toilette apprend la révolte des Babyloniens (maintenant à Boston), un exemple typique de peinture de salon appréciée de ses mécènes.
Ses premiers tableaux de cette nouvelle période sont l'Assomption peinte pour le comte Alessandro Tanari de Bologne (aujourd'hui au musée de l'Ermitage à Saint-Pétersbourg), la Présentation de Jésus au temple de Londres, où aux forts contrastes de couleur des peintures de la première manière succède maintenant un éclairage uniforme et une composition rigoureuse dans le style du Raphaëlisme romain du Dominiquin, et la Crucifixion du temple de la Madonna della Ghiara de Reggio d'Émilie, qui se rapprochent du style classiquement composé de Guido Reni.
Appelé le 12 mai 1626 par l'évêque de Plaisance pour poursuivre les fresques du dôme de la cathédrale, interrompues en raison de la mort d'Il Morazzone, il achève les travaux en 1627 : dans le bassin du dôme, divisé en huit compartiments, il en ajoute six autres aux deux de Morazzone, des Prophètes, décorant les lunettes sous les voiles de scènes du Nouveau Testament et sous celles-ci, d'une frise d'angelots. Il résout les difficultés techniques de devoir peindre rapidement à fresque et en fort raccourci à l'aide de dessins nombreux et méticuleux, méritant les éloges de l'historien Lanzi (il « a fait progresser tous les autres et lui-même »), tandis que Marangoni note que « Le Guerchin ne peut pas oublier Rome » et admet que « dans l'ensemble il est très bien », même s'il prétend qu'il représente « les derniers éclairs d'une flamme qui est sur le point de s'éteindre ».
De retour à Cento, il y peint à partir de 1628 pour l'Oratoire du Nom de Dieu le Christ qui apparaît à la Madone, aujourd'hui à la Pinacothèque civique, très apprécié par la critique du passé : Algarotti affirma qu'il avait jamais vu deux personnages qui ressortent mieux dans un tableau, « la lumière serrée et la tache guerchinesque » ici mieux que dans ses autres tableaux, tandis que Calvi y trouve « quelque chose de plus juste dans le dessin, un meilleur choix certain de drapé et des têtes expressives et belles, beaucoup de finition menée avec amour, au-delà de la hauteur et de la douceur habituelles des couleurs et du relief suprême des figures ».
Mais d'autres voient dans cette finition, ce drapé et ce relief, la limite même qui raidit et alourdit le choix autrement heureux de la construction pyramidale des deux personnages. La référence au colorisme et au classicisme de Reni est ouverte dans le tableau : « Le style de drapé de Guerchin et le comportement de ses personnages rivalisent avec les chorégraphies harmonieuses, presque du type du ballet, que l'on retrouve dans les peintures de Reni [. . . ] Les motifs abstraits de la draperie et la géométrie insistante de la composition [...] signalent la fin de la période de transition de Guerchin et le début d'un classicisme baroque authentique et novateur ».

### «Troisième période»

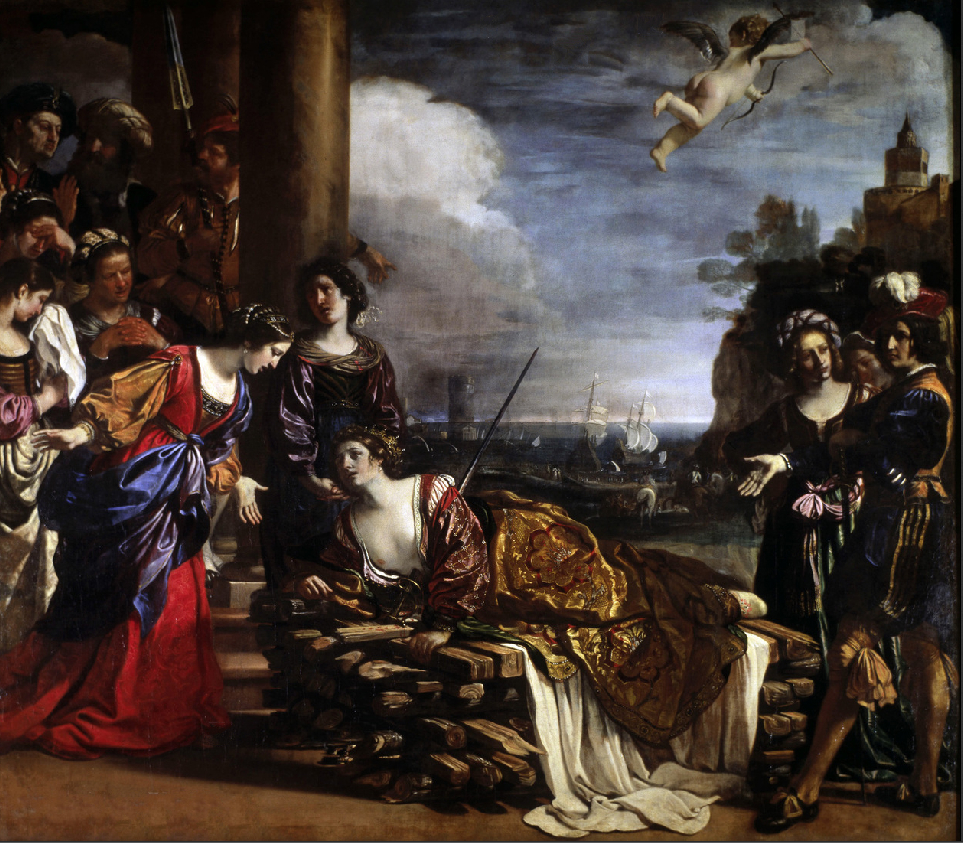
Mort de Didon, Rome, Gallerie Spada, 1631.

Guercino, avec son frère Paolo Antonio, également peintre dans l'atelier spécialisé principalement dans la création de natures mortes, établit un Livre des Comptes, c'est-à-dire une comptabilité des paiements reçus pour ses toiles, très précieuse car elle permet d'identifier les œuvres du Guerchin et les dates de leur composition.
Après avoir peint à fresque le plafond d'une chambre du palais Sampieri-Talon à Bologne avec un Hercule et Antée, il reçoit de la reine Henriette-Marie de France, par l'intermédiaire du cardinal Bernardino Spada, la commande de la Mort de Didon, qui est finalement achetée par le cardinal lui-même. « On voit l'amant abandonné qui, couché face contre terre sur le bûcher, s'est percé la poitrine avec l'épée du Troyen, et à grand-peine il se soutient en gardant ses mains appuyées sur le bûcher même ; Sœur Anna se précipite vers un spectacle atroce, avec quelques demoiselles d'honneur consternées et affligées, parmi les courtisans et les gardes, et l'on découvre au loin le port de Carthage et les voiles d'Énée fuyant, avec les gens affluant inutilement vers la plage, un cupidon volant à travers l'air qui, comme un fugitif, s'en va aussi ; bref, tout est de sage disposition, sauf que par un caprice bizarre il vous a peint à la première vue un jeune homme vêtu à l'espagnole, qui ressemble à un portrait et fait signe à Didon de la main ». L'historien met en évidence ce qu'il considère comme le grave défaut de l'œuvre, soit son manque de sincérité : devant une si grande tragédie, on ne peut poser un personnage qui ne s'intéresse pas à ce qui se passe ; il ajoute cependant que Reni aurait apporté cette toile comme exemple de ses élèves, leur montrant comment utiliser les couleurs. Marangoni, au contraire, y voit « la caricature du Guerchin de belle mémoire ; aucun sens de la composition, des figures qui ne tiennent pas debout et qui ne pèsent pas, une poignée de main ébouriffée et ouverte ; draperie aléatoire mise en valeur au hasard, absence de conviction et de sensibilité luministique, et une méticulosité étroite et enfantine à se perdre autour des bijoux, des broderies, des détails les plus insignifiants qui seront une des mauvaises habitudes du dernier style du peintre ».
En 1633, alors qu'il a atteint l'âge de 42 ans, certains de ses amis tentent de le persuader de se marier mais en vain : Le Guerchin semble avoir été résolu à travailler et désireux de rester « dissous et libre à vie ». Il refuse à nouveau l'invitation tentante que Louis XIII lui a adressée de s'installer en France, tout comme il décline une nouvelle invitation à se rendre en Angleterre. Peut être que ce choix de définitivement rester célibataire tout comme de rester en Italie, lui permet de se consacrer entièrement à sa peinture et d'établir ses propres choix picturaux.
Le Guerchin poursuit la manière de Reni et de sa clientèle : lorsque celui-ci meurt à Bologne le 18 août 1642, Le Guerchin s'y installe n'ayant plus « à craindre la confrontation d'un compositeur aussi excellent et célèbre » et le remplace aux yeux d'une société d'amateurs devenue internationale. En 1641, le prieur de la Chartreuse de Pavie, Ignazio Bulla, lui commande le grand retable de la Vierge à l'Enfant intronisé entre saint Pierre et saint Paul pour l'autel des saints Pierre et Paul. En 1646, il peint l'Annonciation pour l'église Santissima Annunciata degli Scolopi qui est ensuite transférée dans l'église Santa Maria Maggiore à Pieve di Cento.

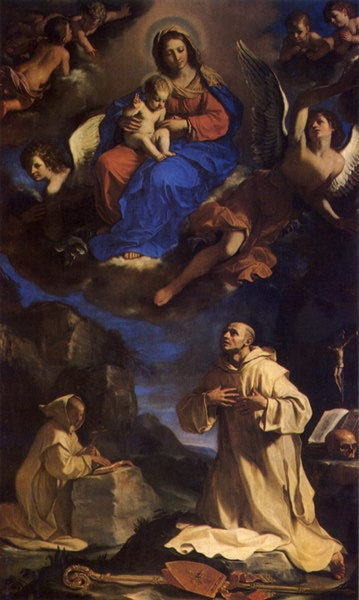
La Vision de San Bruno, Bologne, Pinacothèque, 1647.

Guido Reni avait laissé inachevé une grande toile avec un Saint Bruno destinée aux moines de la Chartreuse de Bologne. Le Guerchin refuse la demande de l'achever, leur offrant une œuvre entièrement de sa main. Ainsi, en 1647, il peint La Vision de saint Bruno, « l'un des retables les plus vigoureux et passionnants de la période tardive » dans lequel Bruno le Chartreux, dans la solitude du désert, a une vision de la Vierge à l'Enfant, tandis qu'un de ses compagnons, non loin de là, médite sur un livre : célèbre pour « la force et l'imprécision de la couleur », le saint « exhale une vive affection sur son visage, et est d'un teint gras, comme il sied à celui qui se trouve souvent exposé à l'ardeur du soleil, où, au contraire, l'Enfant et la Vierge se discernent de chair fraîche et douce colorée ». Selon la critique antiacadémique, bien que dramatiquement représenté et picturalement supérieur à toute autre figure, le saint lui-même « a une draperie sans rythme ni style sincère et ce qui est pire, sa figure ne s'harmonise pas ou ne se lie pas avec les autres parties de l'image. Voilà déjà le fait, que nous verrons progressivement s'aggraver, de deux tableaux distincts l'un au-dessus de l'autre, unis de force par le sujet mais qui s'ignorent et se nuisent picturalement ».
L'Annonciation, quant à elle, remonte à 1648, peinte à l'origine pour l'église San Filippo Neri à Forlì et actuellement exposée à la Pinacothèque civique de la même ville.

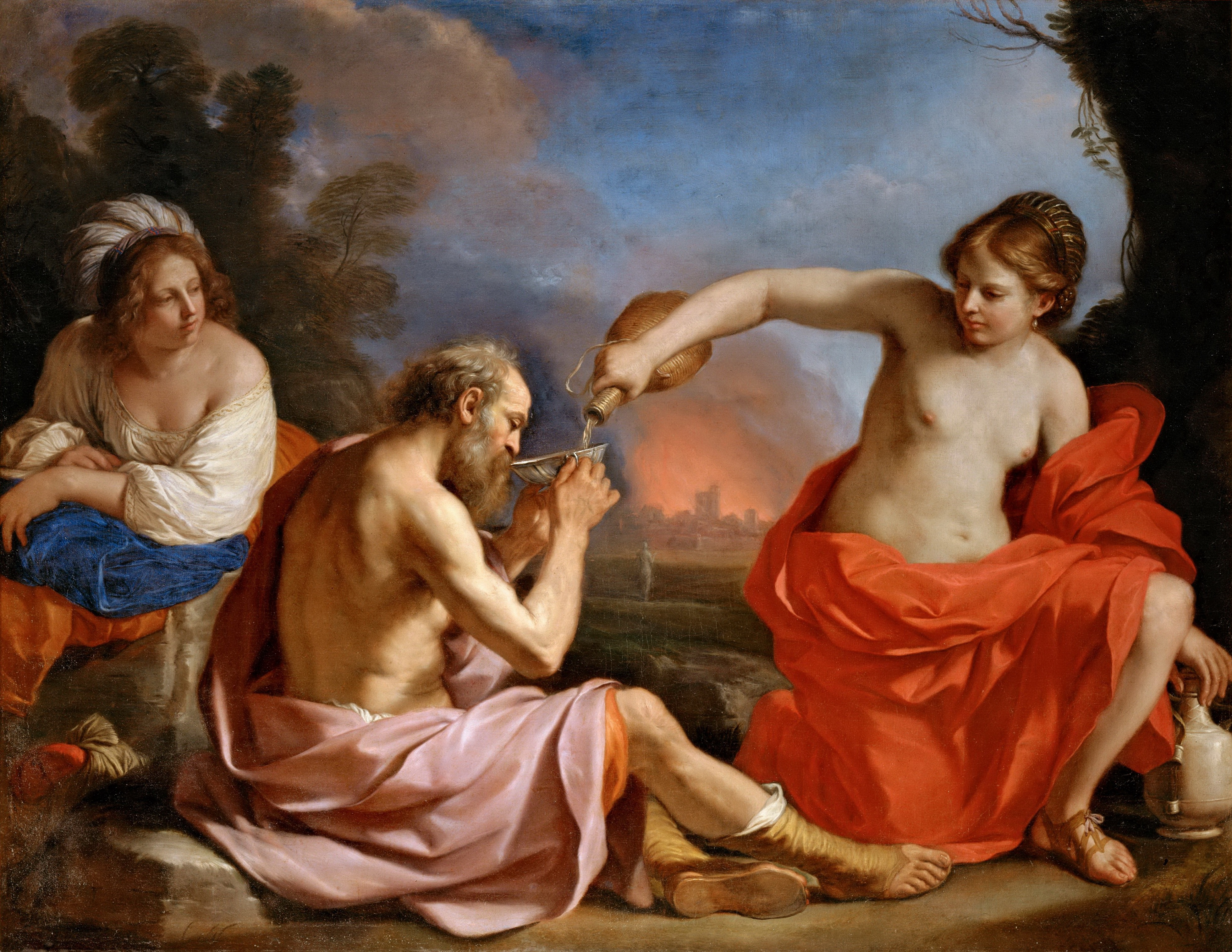
Loth et ses Filles, 1651 - musée du Louvre.

En 1649, son frère Paolo Antonio meurt : le duc de Modène François Ier d'Este invite Le Guerchin dans son palais de Sassuolo pour une courte période de repos et de loisirs pour l'aider à surmonter la dépression. Sa sœur Lucia et son beau-frère peintre Ercole Gennari viennent vivre dans la maison-atelier de Bologne. Ce dernier prend effectivement la relève de feu Paolo Antonio, collaborant avec Le Guerchin et s'occupant de ses affaires. Le peintre, d'autre part, tout en continuant à satisfaire les nombreuses demandes de travail, fait également école dans son atelier et est l'un des quatre directeurs, avec Francesco Albani, Alessandro Tiarini et Michele Desubleo, de l'école du nu fondée en son palais par le comte Ettore Ghisilieri.
Saint François recevant les stigmates (1651), visible dans l'église Santa Maria in Laterano in Schiavonia, à Forlì  et la célèbre Prédication de saint Jean-Baptiste (réalisée vers 1654), aujourd'hui conservée à la pinacothèque de Forlì, dont les qualités picturales en font « une pièce d'une suggestivité considérable », sont des œuvres datant de cette période.

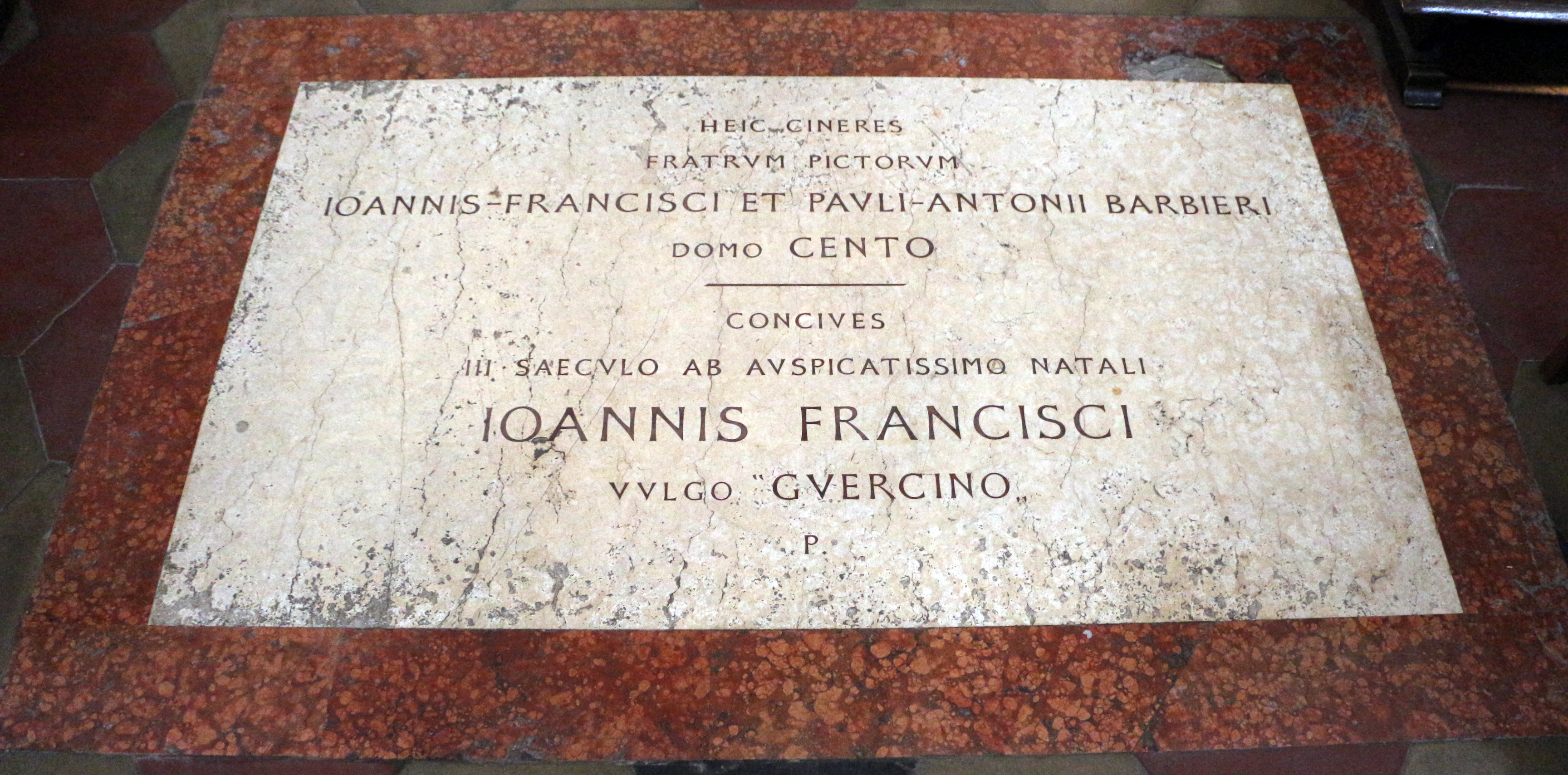
Tombe dans l'église du Très-Saint-Sauveur de Bologne.

En novembre 1661, il se remet d'une crise cardiaque : son activité, comme le montre le Livre des Comptes, se ralentit considérablement. Le 11 décembre 1666, il est surpris par une nouvelle et grave maladie à laquelle il ne trouve pas de remède, et le 22 du même mois il décède. L'acte de décès est établi dans l'église du Très-Saint-Sauveur de Bologne, tenue alors par les Chanoines réguliers du Latran qui l'avaient accueilli : « Addì, 24 décembre 1666. M. Jeudi Francesco Barbieri Peintre très célèbre, homme très religieux âgé de 74 ans, après avoir reçu les très saints Sacrements, il rendit son âme au Créateur. Il a été inhumé dans notre église au milieu des sépultures, puisqu'on lui a célébré des funérailles très solennelles ».

### Influence de Reni à partir de 1635

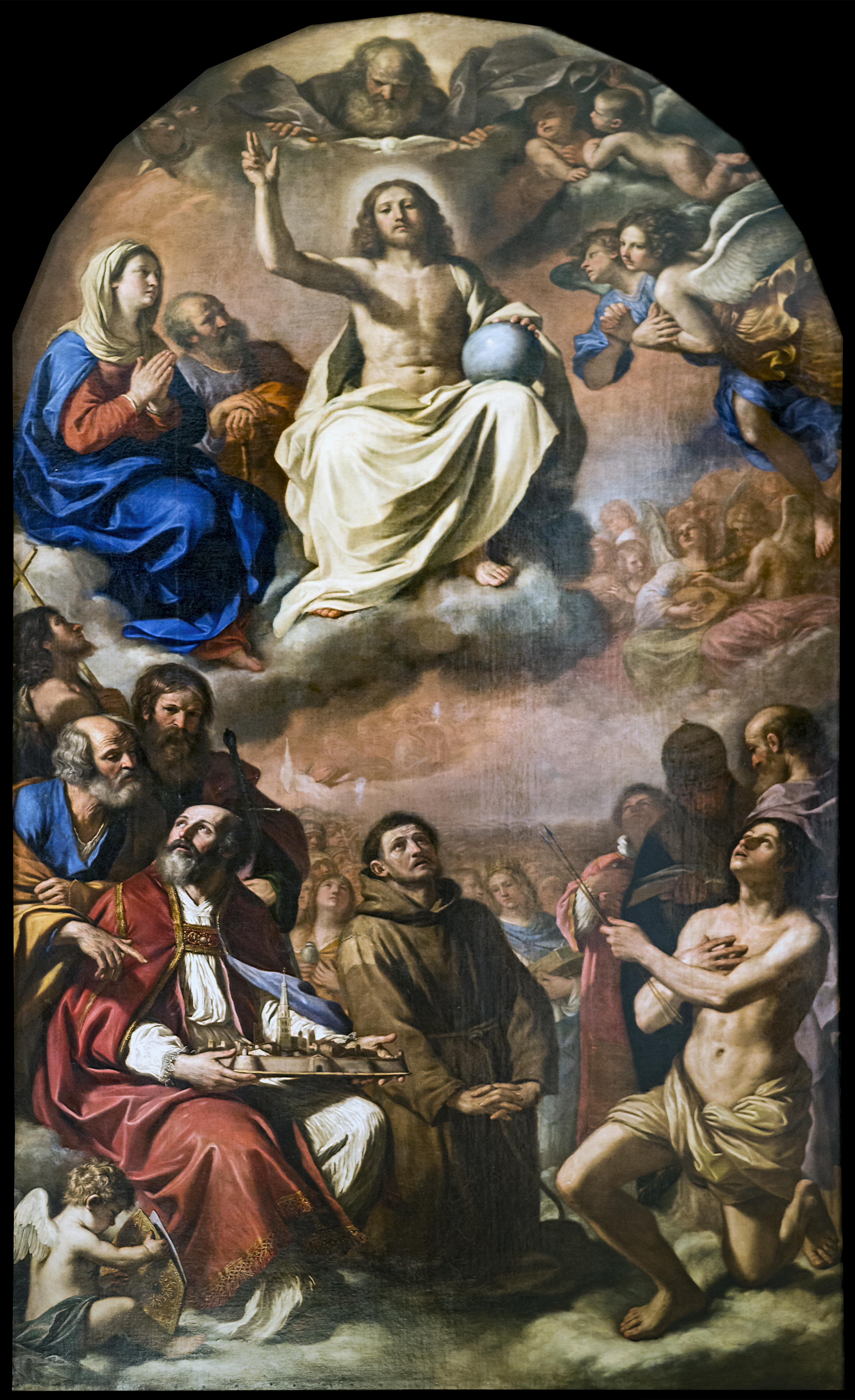
La Gloire de tous les saints (1645)
Musée des Augustins de Toulouse.

L'influence de Guido Reni se fait de plus en plus nette et, avec elle, le Guerchin se tourne vers les modes académiques dans la composition, dans le coloris, dans la facture, et finalement même dans les sujets et dans les motifs. L'influence du Caravage sur le premier style du Guerchin est faible. La transformation subie par sa peinture est la preuve la plus évidente de la crise de la culture artistique qui s'installe vers les années 1630 et qui fait triompher le soi-disant « classicisme baroque ».
D’une extrême habileté d'exécution, il produit plus de 250 tableaux. Dans ses œuvres on admire la force des coloris, son talent d'imitation de la nature et sa création d'illusions d'optique. Citons Jean-Joseph Taillasson : 
« Une couleur vigoureuse, monotone, et tendant au noir et au violet, une exécution facile, pleine de feu et de vérité, sont les principaux caractères de son originalité. Il est du nombre des peintres qui faisoient tout d’après nature, et copioient leurs modèles, comme s’ils eussent voulu faire leurs portraits, sans trop penser aux rôles qu’ils devoient jouer. Il est du nombre de ceux dans les ouvrages desquels on reconnoît l’acteur bien plus que le personnage qu’il représente. Ses tableaux ont une physionomie bien différente de celle des tableaux de Michel-Ange de Caravage, de l’Espagnolet, du Valentin, d’Alexandre Véronèse, quoique tous ces artistes aient eu le même but que lui. »

## Œuvres

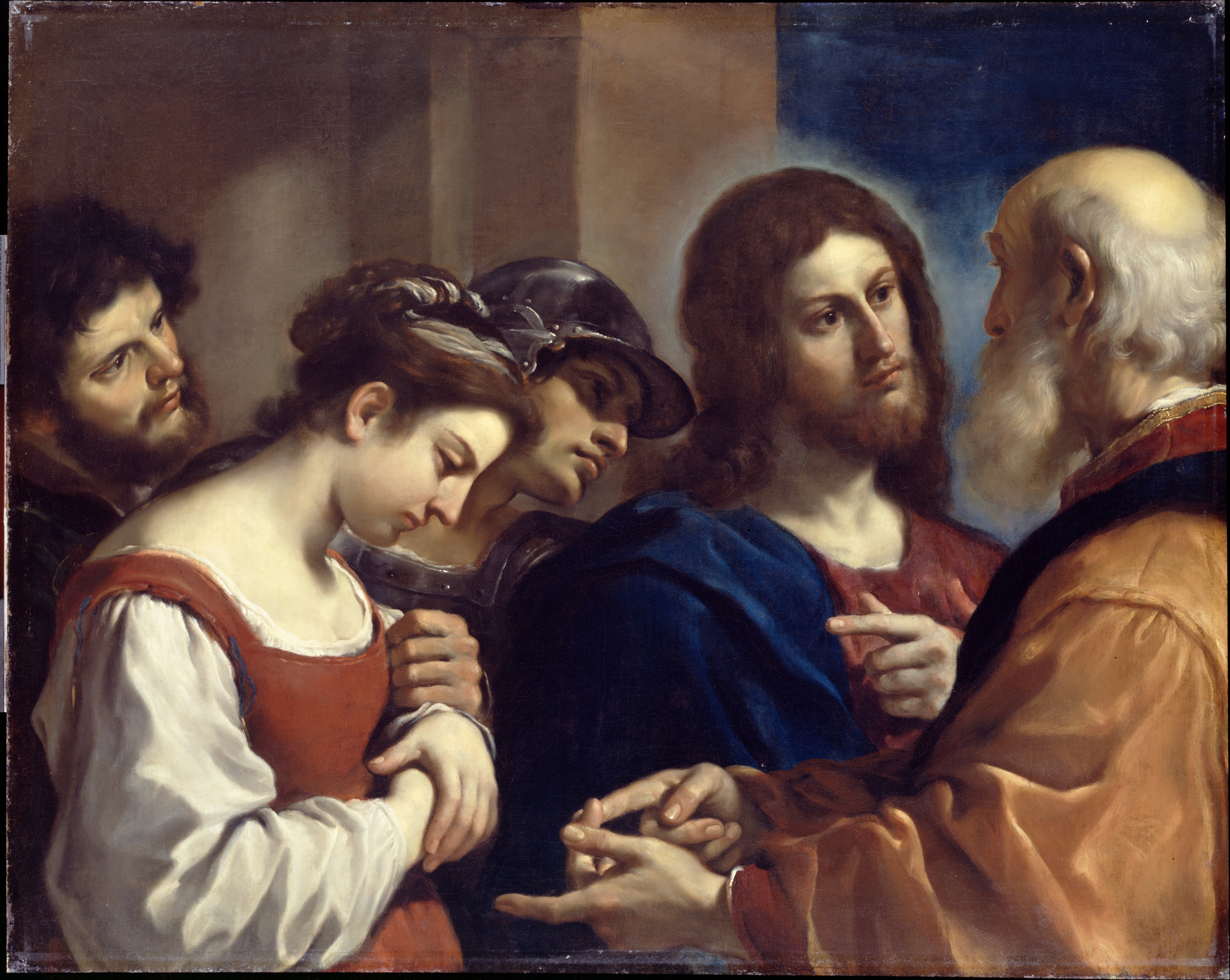
Jésus et la femme adultère (1621)
Dulwich Picture Gallery.

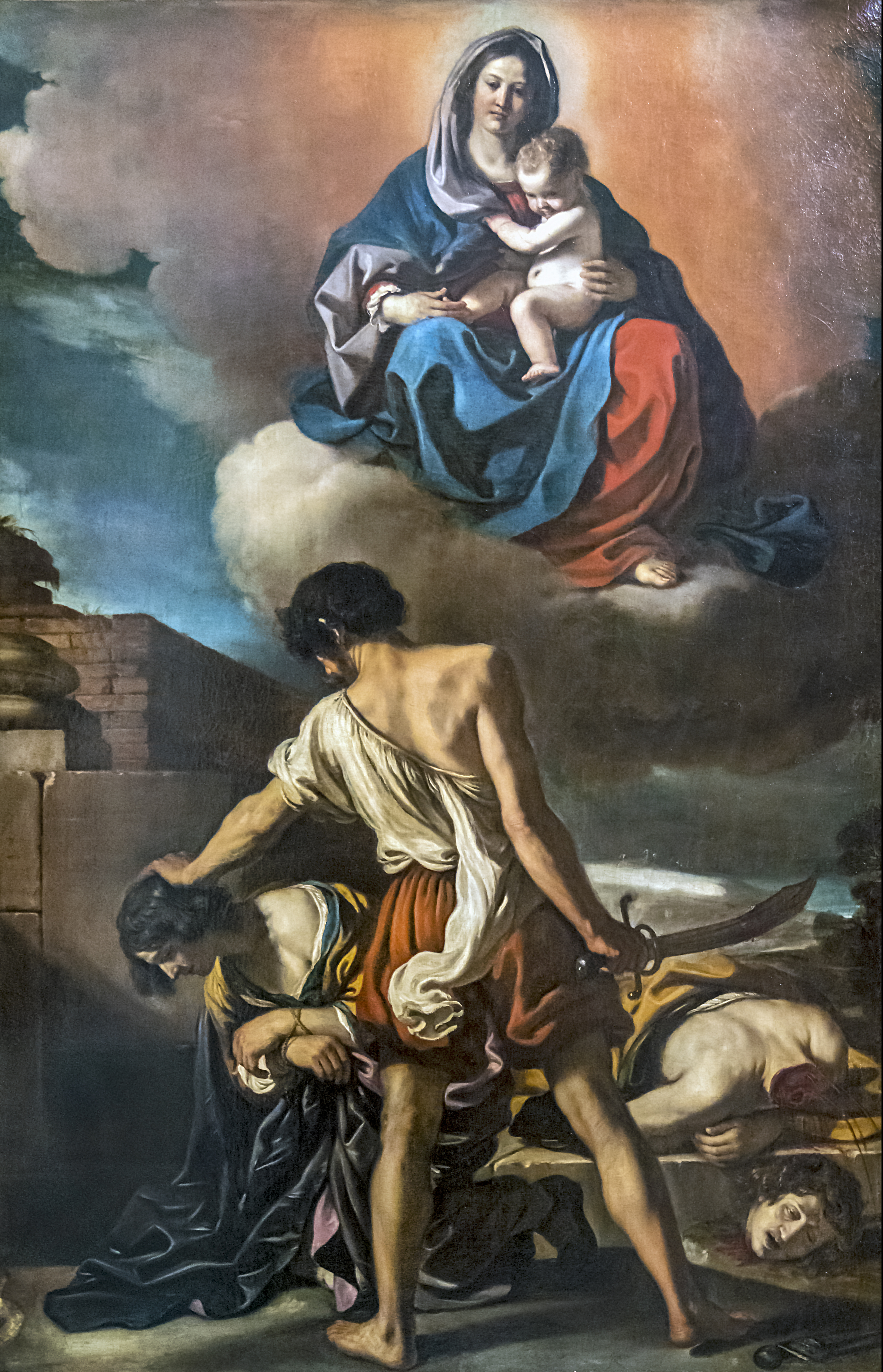
Martyre de Jean et de Paul (1632)
Musée des Augustins de Toulouse.

- Giuseppe Gaetano Righetti ? présenté à la Vierge par quatre saints (1616 pour San Agustino, Cento) huile sur toile, 309 × 192 cm, Musées Royaux des beaux-arts, Bruxelles[52]
- Le Concert champêtre ou Divertissement d'été (1617 ?)[53], huile sur cuivre, 34 × 46 cm, Musée des Offices, Florence[54]
- Suzanne et les Vieillards, 1617
- L'Adoration des bergers, plume et encre brune, lavis brun sur papier beige, 23 × 30,7 cm. Beaux-Arts de Paris. Cette étude est préparatoire à la fresque représentant l'Adoration des bergers de la cathédrale de Plaisance exécutée vers 1617. Cette composition est très éloignée de la version finale mais fait partie du processus de sa réalisation[55].
- Apollon et Marsyas, 1618 pour le grand-duc Cosme III[53], huile sur toile, 186 × 205 cm, Galerie Palatine, Florence[56].
- Étude d'homme nu couché, pierre noire trempée dans une solution de gomme, quelques traits de craie sur papier beige, 26,8 × 38,5 cm. Beaux-Arts de Paris. Cette académie est préparatoire à la figure de Marsyas peinte dans Apollon écorchant Marsyas, conservé au Palazzo Pitti. L'étude a été reprise telle quelle dans la version finale[57].
- Anges pleurant sur le Christ mort, 1617-1618, huile sur cuivre, 37 × 44 cm, National Gallery, Londres[58]
- Saint Pierre ressuscitant Tabithe (1618 pour Alessandro Ludovisi)[53], huile sur toile, 133 × 160 cm, Galerie Palatine, Florence[59]
- Herminie et Tancrède (1618-1619), huile sur toile, 145 × 187 cm, Galerie Doria-Pamphilj, Rome.
- Le Martyre de saint Pierre (1618-1619), huile sur toile, 320 × 193 cm, Galleria Estense, Modène.
- Saint François en extase (vers 1618-1620), huile sur toile, 63 × 52,5 cm, Musée Fabre, Montpellier.
- Le Retour du fils prodigue (1619), Kunsthistorisches Museum, Vienne.
- Samson capturé par les Philistins (1619), huile sur toile, 191,1 × 236,9 cm, Metropolitan Museum of Art, New York.
- Les Enfants de Jacob lui montrant la robe ensanglantée de Joseph.
- La Résurrection de Lazare (vers 1619), huile sur toile, 201 × 233 cm, Musée du Louvre, Paris[60]
- Saint Jérôme, assis dans le désert, croyant entendre une trompette qui l'appelle au jugement universel (1619-1620), huile sur cuivre, 42 × 48 cm[61], Paris, musée du Louvre[62].
- Jacob bénissant les fils de Joseph (1620), galerie nationale d'Irlande, Dublin[63].
- L'Aurore (1621), casino de la villa Ludovisi.
- La Femme adultère (vers 1621), Dulwich Picture Gallery, Londres.
- Saint Pierre en prison délivré par un ange (vers 1622-23), musée du Prado, Madrid
- Ecce homo et L'Enterrement de sainte Pétronille, à Rome (1622-1623), musées du Capitole, Pinacothèque capitoline, Rome.
- Saint Pierre en prison, vers 1623, anciennement à Madrid au musée du Prado, localisation actuelle inconnue[64].
- Sainte Marie Madeleine, (vers 1623), musées du Vatican, Rome.
- Sémiramis, reine d'Assyrie, plume et encre brune sur papier beige. H. 0,227 ; L. 0,173 m. Beaux-Arts de Paris. Cette tête de femme couronnée est à rapprocher de celle de la reine de Babylone dans Sémiramis à sa toilette apprend la révolte des Babyloniens peinte par le Guerchin en 1624[65].
- La Mort de Didon (1630), palais Spada, Rome.
- La Visitation, (vers 1632), huile sur toile, 320 × 213 cm, musée des beaux-arts de Rouen.
- Le Martyre de Jean et de Paul 1632 huile sur toile, 310 × 205 cm, musée des Augustins de Toulouse.
- Château en ruine dans une gorge, plume, encre brune sur papier beige. H. 0,265 ; L. 0,418 m. Beaux-Arts de Paris. Ce dessin n'est pas préparatoire pour une toile. Le Guerchin ne se limite pas à un simple croquis mais conçoit sur une feuille d'un format imposant un vaste paysage qu'il prend soin d'encadrer d'un trait de plume[66].
- Vénus, Mars et l'Amour (1633), huile sur toile Galleria Estense, Modène.

### Influence de Reni

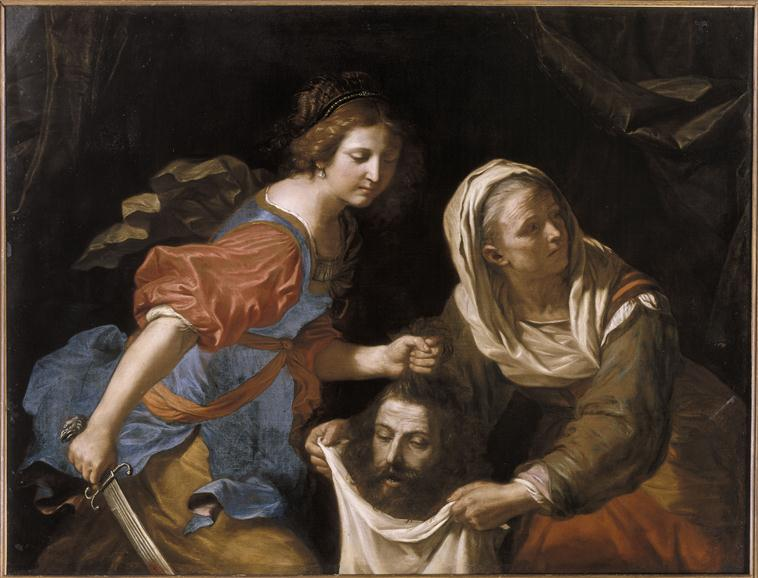
Judith et Holopherne (1651)
Musée des beaux-arts de Brest.

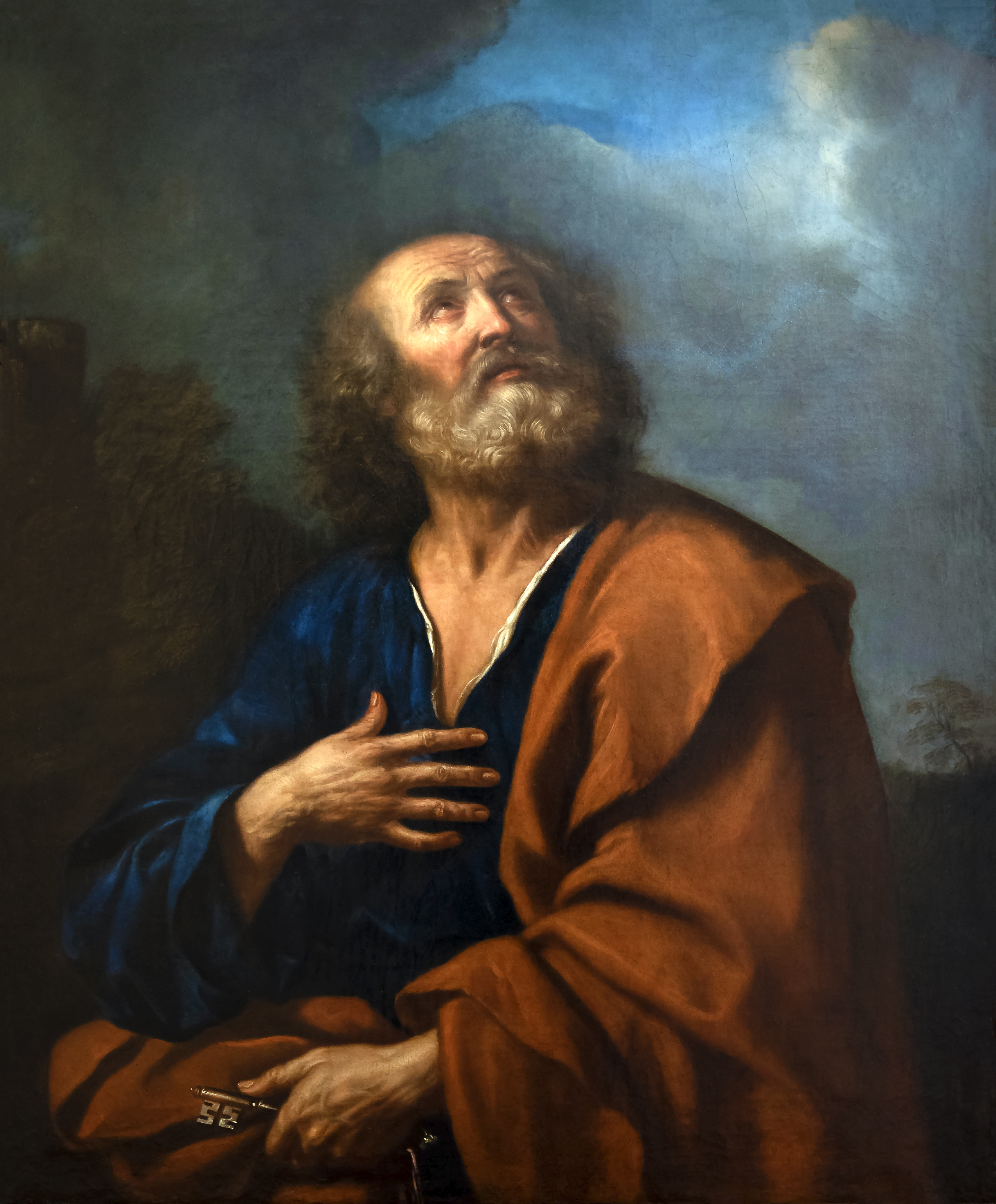
Saint Pierre Apôtre
Collection Motais de Narbonne.

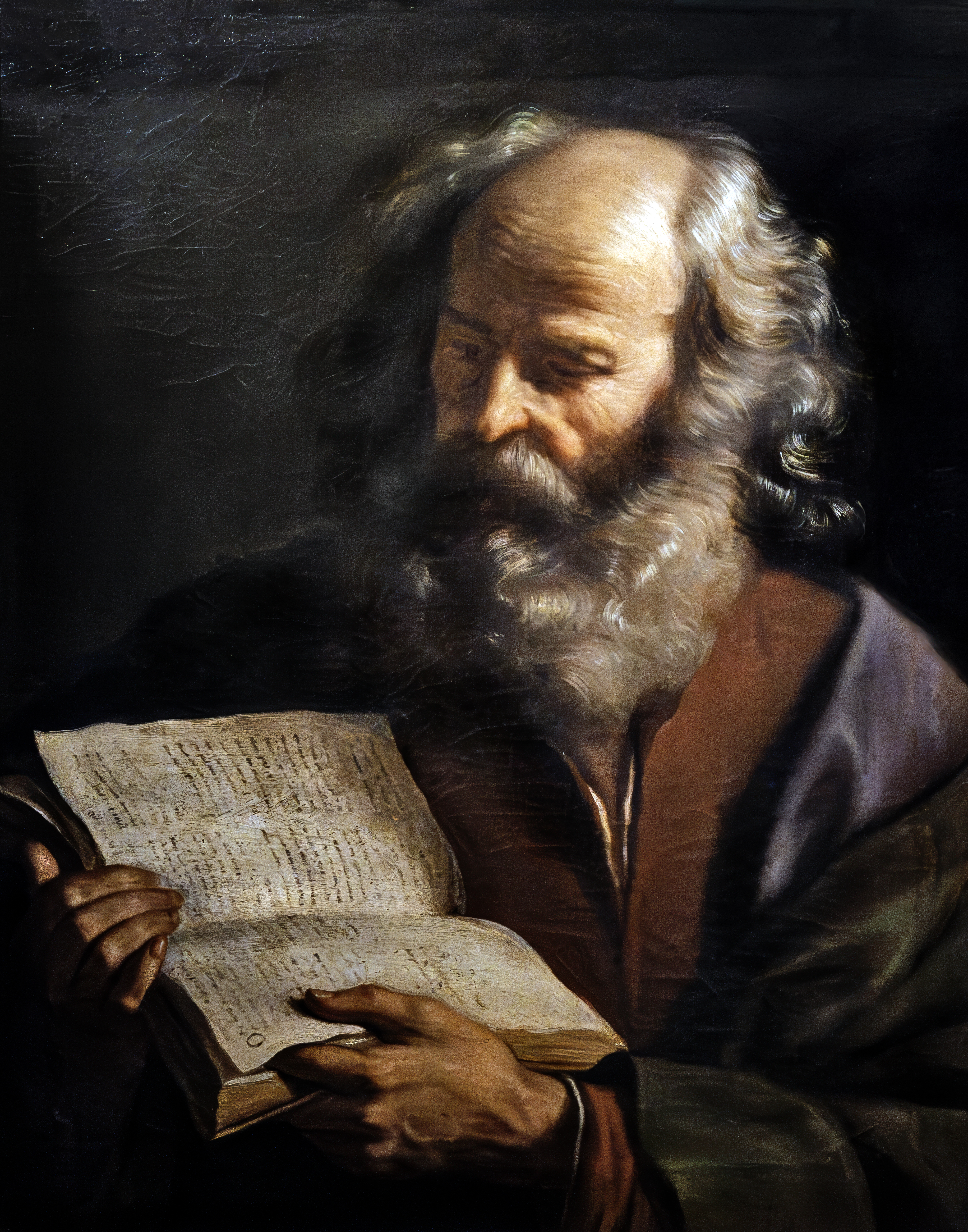
Philosophe avec livre
Pinacothèque Egidio-Martini.

- La Pietà (1637-1640), musée Condé, Chantilly.
- Salomé recevant la tête de saint Jean Baptiste, 1637, musée des beaux-arts de Rennes.
- La Déploration de la Vierge (1638), musée des beaux-arts de Rennes.
- La Vierge, Saint Jean l’évangéliste et Grégoire le Thaumaturge, 1639, huile sur toile, 2,93 × 1,84 m, église San Vincenzo de Modène (volé en août 2014)[68].
- Saint Romuald (1640-1641), pinacothèque communale, Ravenne.
- Coriolan supplié par sa mère, 1643, musée des beaux-arts de Caen.
- La Gloire de tous les saints. Les saints protecteurs de la ville de Modène, 1645, huile, 208 × 349 cm, Musée des Augustins de Toulouse[69]
- La Circoncision, 1646, huile sur toile de 415 × 265 cm, musée des beaux-arts de Lyon.
- Hersilie séparant Romulus et Tatius dit aussi Le Combat des Romains et des Sabins, 1645, huile sur toile, 253 × 267 cm, Musée du Louvre, Paris[70]
- Saint Pierre pleurant devant la Vierge, dit aussi Les Larmes de saint Pierre, 1647, 122 × 159 cm, Musée du Louvre, Paris[71].
- Cléopâtre, sanguine, 0,267 × 0,200 m. Beaux-Arts de Paris. Cette étude à la sanguine est à rapprocher d'une toile datée de 1648 conservée au Palazzo Rosso à Gênes représentant Cléopâtre sur son lit de mort. Cette étude relève du travail lié à l'exercice d'après le modèle vivant, une jeune femme, presque entièrement dénudée, détournant le regard de l'objet de son suicide : le serpent[72].
- Joseph et la Femme de Putiphar, vers 1649, John and Mable Ringling Museum of Art, Sarasota (Floride).
- Saint Jérôme, église Saint-Laurent de Nogent-sur-Seine; tableau peint pour le cardinal Fabrizio Savelli (1607-1659), légat du pape Innocent X à Bologne en 1649.
- David avec la tête de Goliath (vers 1650), musée national de l'Art occidental, Tokyo.
- Saint Jérôme dans le désert (1650), huile sur toile, 217 × 164 cm, Musée de l'Ermitage, Saint-Pétersbourg[73]
- Suzanne et les Vieillards, 1650, huile sur toile, 133 × 181 cm, Galerie nationale de Parme
- Samson et Dalila, 1654, huile sur toile, 172 × 220 cm, Musée des Beaux-Arts de Strasbourg
- Vision de Soriano, 1655, huile sur toile, 353 × 187 cm, église des Dominicains, Bolzano (Italie)
- Circé, vers 1665, huile sur toile, 124 × 81 cm, musée du Louvre.

### Dates non documentées
- Saint Pierre apôtre - Collection Motais de Narbonne.
- Et in Arcadia ego, galerie nationale d'Art ancien, Rome.
- La Mort de Caton d'Utique[réf. nécessaire].
- Les Adieux de Priam et d'Hector, musée des Beaux-Arts de Marseille.
- Abraham renvoyant Agar, le musée des beaux-arts de la ville de Paris possède une estampe de Robert Strange, réalisée d'après ce tableau.
- Esther devant Assuirus, University of Michigan museum of art.
- Peintures du dôme de la cathédrale de Plaisance.
- Saint Antoine, Padoue.
- Vierge à l'Enfant, musée des Beaux-Arts de Chambéry.
- Vénus et Adonis, lavis, musée Bonnat-Helleu, Bayonne.
- Judith et Holopherne[réf. nécessaire].
- Abraham répudiant Agar, Pinacothèque de Brera, Milan.
- Pietà, cathédrale Saint-Lazare d'Autun.
- L'Inhumation de sainte Pétronille, Rome, Musées du Capitole (copie ancienne, parfois considérée comme autographe, à Paris, église Saint-Gervais-Saint-Protais)[74].
- Le Roi David, huile sur bois, 88,5 × 72 cm, musée des Beaux-Arts de Rouen.
- Saint Apollinaire, église Sant'Agostino de Reggio d'Émilie[75].
- Judith et Holopherne, huile sur toile, 118 × 152 cm, Musée des Beaux-Arts de Brest[76].
- Jeune Homme assis, vue de dos, pierre noire trempée dans une solution de gomme, quelques traits de craie sur papier bleu clair, 41,7 × 33,6 cm. Beaux-Arts de Paris. Le Guerchin semble employer brièvement cette technique au cours de sa carrière. Cette académie se distingue par le traitement de la lumière d'une grande subtilité[77].
- Scène de pendaison, plume, encre brune, 15,4 × 27,2 cm. Beaux-Arts de Paris. Cette scène de pendaison s'inscrit dans un paysage sommaire, structuré par un premier plan animé d'un arbre noueux repoussoir à une vue panoramique d'une vaste étendue vallonnée. Ce dessin est autant une représentation de pendaison, qu'une représentation de la représentation : l'homme juché sur l'arbre de gauche assiste à la violence de la scène[78].

## Postérité

### Gravure
- Adam et Ève, gravure de Philippe Trière d'après Le Guerchin.

### Littérature
- Que de peine ne se donnait-il pas pour arriver à cette physionomie de foi fervente et aveugle, prête à tout croire et à tout souffrir, que l'on trouve si fréquemment dans les couvents d'Italie, et dont, à nous autres laïcs, le Guerchin a laissé de si parfaits modèles dans ses tableaux d'église. (Stendhal, Le Rouge et le noir, 1830)